# Liste der Einträge im National Register of Historic Places im Limestone County (Texas)
Die Liste der Registered Historic Places im Limestone County führt alle Bauwerke und historischen Stätten im texanischen Limestone County auf, die in das National Register of Historic Places aufgenommen wurden.

## Aktuelle Einträge
| Lfd. Nr. | Name im NRHP                                        | Bild | Datum der Eintragung | Adresse/Lage                           | Ort       | NRHP-ID  | Beschreibung |
| -------- | --------------------------------------------------- | ---- | -------------------- | -------------------------------------- | --------- | -------- | ------------ |
| 1        | Booker T. Washington Emancipation Proclamation Park |      | 24. Mai 1976         | W side of Lake Mexia, 9 mi. W of Mexia | Mexia     | 76002046 |              |
| 2        | Joseph E. Johnston Confederate Reunion Grounds      |      | 2. Apr. 1976         | 4 mi. W of Mexia on SR 1633            | Mexia     | 76002048 |              |
| 3        | Texas Hall, Old Trinity University                  |      | 12. Juli 1978        | College and Westminister Sts.          | Tehuacana | 78002971 |              |
| 4        | Vinson Site                                         |      | 17. Jan. 1991        | Address Restricted                     | Tehuacana | 90001530 |              |